# Marija Fadejeva
Marija Fadejeva (ryska: Мари́я Ива́новна Фаде́ева), född den 4 mars 1958 i Pskov Ryssland, är en sovjetisk roddare.
Hon tog OS-brons i fyra med styrman i samband med de olympiska roddtävlingarna 1980 i Moskva.